# Neven Ilic
Neven Iván Ilic Álvarez (Antofagasta, 4 de abril de 1962) es un empresario y dirigente deportivo chileno.

## Familia y estudios
Junto a Srdjan Petar, Smiljan Raúl y Slaven Antonio, es hijo del empresario antofagastino Neven Ilic Vladislavic y de María Inés Álvarez Barceló. Estudió construcción civil en la Pontificia Universidad Católica de Chile.
Está casado con Mónica Vigil Fuenzalida, con quien tiene cuatro hijos: Neven, Valentina, Nikolás y Mateo.

## Dirigente deportivo
Entre marzo de 2000 y 2004 fue director de la Federación de Tenis de Chile. En octubre de 2004 asumió como presidente del Comité Olímpico de Chile (COCh). Fue reelecto en el mismo cargo en 2008, 2012 y 2016. En diciembre de 2007 fue elegido por el Círculo de Periodistas Deportivos de Chile como el «Mejor Dirigente Deportivo» del año.
El 26 de abril de 2017 fue elegido presidente de la Organización Deportiva Panamericana (ODEPA), y en septiembre de 2017 fue elegido miembro del Comité Olímpico Internacional (COI). Por ello, renunció a la presidencia del COCh el 20 de septiembre de ese año, siendo sucedido por Miguel Ángel Mujica.